# Poesia lirica
La poesia lirica (Lyrica) è un genere letterario nel quale il componimento poetico esprime in modo soggettivo il sentimento dell'autore e attraversa epoche e luoghi vasti.
La parola lirica deriva dalla parola greca λυρική lyrikē, sottinteso ποίησις poiesis, "(poesia) che si accompagna con la lira".

## Storia

### Nell'antichità classica

#### La lirica greca
Nell'antica Grecia, la poesia lirica era quella che si differenziava dalla poesia recitativa per il ricorso al canto o all'accompagnamento di strumenti a corde come la lira.
Ai grammatici alessandrini si deve il canone dei più illustri rappresentanti del genere lirico. Costoro operarono una scelta tra gli autori di composizioni intonate sulla cetra da una sola persona e quelli guidati da un gruppo corifeo.
Nella lirica monodica vengono così annoverati tra gli eccelsi Alceo, Saffo, Anacreonte, mentre nella lirica corale, Alcmane, Stesicoro, Ibico, Simonide, Bacchilide, Pindaro. Rifacendosi al significato letterale dell'aggettivo "lirico", gli alessandrini tralasciarono gli scrittori di elegie, come Tirteo, Mimnermo, Solone o di giambi, come Archiloco e Ipponatte. Infatti i giambi e le elegie venivano recitate e l'elegia era anche accompagnata da un sottofondo di flauto (aulos).
Nell'usare oggi l'espressione "lirici greci" si fa però riferimento, in senso più lato, a tutto un modo di produrre versi che copre in Grecia l'arco di due secoli, il VII secolo a.C. e il VI secolo a.C.
La poesia greca di questi due secoli è accomunata da due caratteristiche. La prima consiste nel fatto che l'autore, pur rispettando i limiti del genere, si muove al suo interno con estrema libertà e la seconda è che essa si distingue per la sua oralità. Essa viene "detta" ed è destinata alle orecchie, come dice Platone in una definizione della Repubblica.
Lo stile si distingue per la brevità dei periodi lineari e senza difficoltà sintattiche e per le molte metafore destinate a rimanere incise nella memoria: tale incisività visiva, unita a concretezza, è necessaria per impressionare l'ascoltatore . ricordiamo che la poesia lirica è orale - a primo impatto.
Il motivi che ispirano la lirica greca sono molteplici. Vi sono componimenti dedicati agli dei (inni), in onore di Dioniso (ditirambo), di Apollo (peani). Alle divinità femminili vengono dedicati i parteni, i vincitori di gare vengono esaltati negli epinici e l'ospite patrono negli encomi. I treni e gli epicedi sono riservati alle consolazioni funebri e ai compianti, gli epitalami e gli imenei alle nozze, gli scolii ai banchetti, alle danze mimiche gli iporchemi e alle processioni i prosodi. Non vi sono delimitazioni, per cui ogni poeta può spaziare in più campi e utilizzare i moduli di un componimento anche in un altro.
L'elegia e il giambo, di matrice ionica, sono caratterizzati da serie continuate di versi, dagli esametri e pentametri dattilici ai trimetri giambici e ai tetrametri trocaici.
La melica monodica non va oltre l'aggruppamento di strofe composte da quattro versi, mentre quella corale procede per stanze, strofe, antistrofe ed epodo.
Nella lirica monodica il linguaggio è il dialetto dello scrittore, mentre la lirica corale preferisce usare il dorico, considerato linguaggio letterario internazionale.
Dopo il V secolo a.C. la lirica subisce una grande trasformazione ad opera degli alessandrini che compongono carmi raffinati destinati a persone colte.

#### La lirica latina

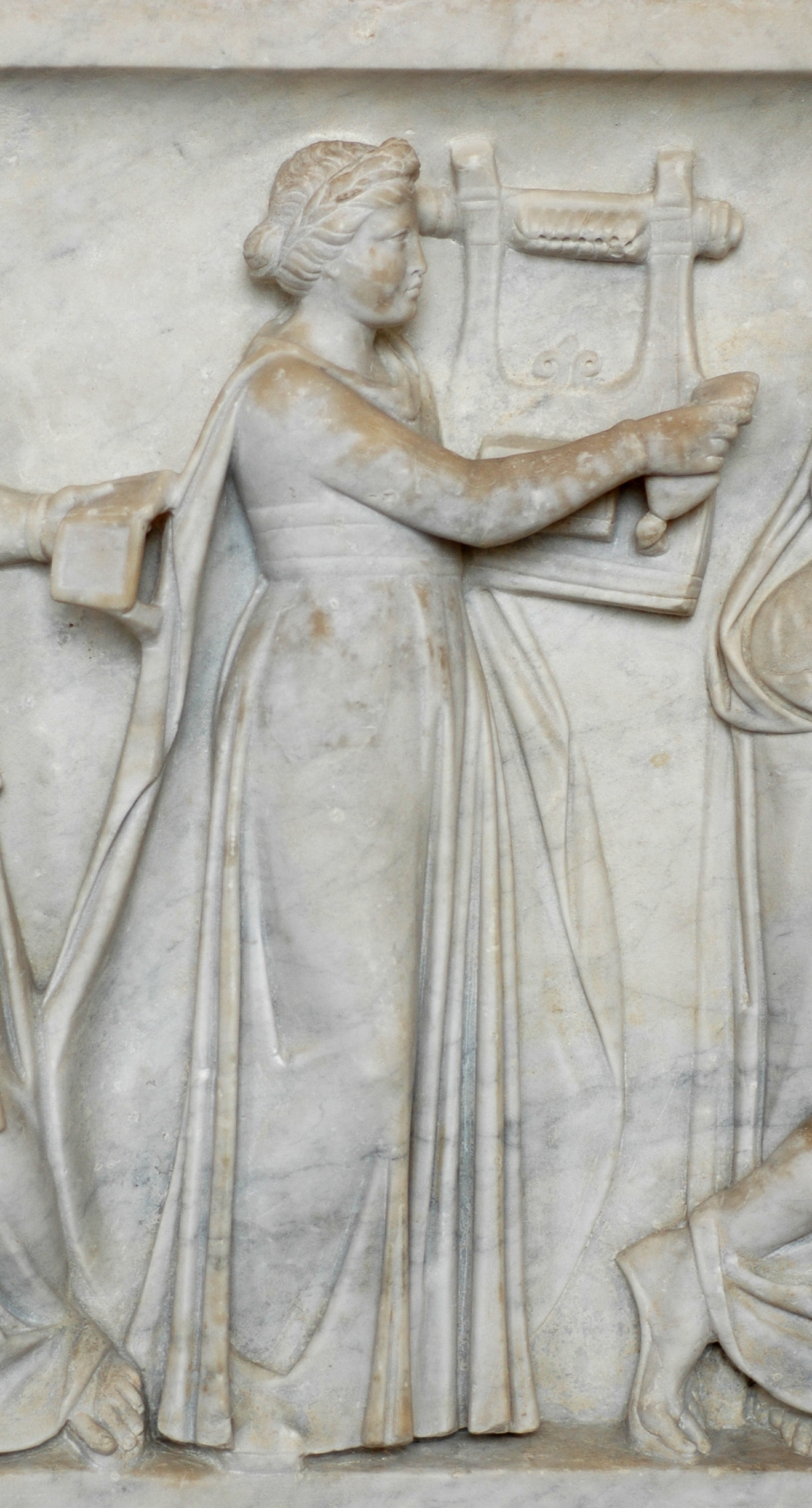
Erato, musa della poesia lirica. Particolare del sarcofago delle muse, prima metà del II sec. d.C. Rinvenuto sulla via Ostiense e ora al Louvre

I poeti romani prendono spunto dai lirici greci e dagli alessandrini però le strutture e i temi sono differenti, come si può constatare in Catullo, Orazio, Properzio e Ovidio.
L'opera di Catullo è composta da carmi diversi l'uno dall'altro e basata su una molteplicità di ritmi metrici e di contenuti che spaziano dall'epopea amorosa a quella mitologica.
L'opera di Orazio si sviluppa in due dimensioni: da un lato le Satire e le Epistole, componimenti in esametri di ispirazione moralizzante, dall'altro le Odi, canti lirici dedicati alla virtù romana e all'amore. Ma è proprio analizzando la poesia di Orazio che si constata la differenza tra il mondo greco e quello romano. Mentre per i greci la lirica, caratteristica di un periodo pieno di fermento, va oltre le definizioni fissate dalla scuola, in campo latino essa diventa una vera e propria categoria tanto da essere preceduta, come in Publio Papinio Stazio, da una prefazione in prosa.
Properzio compose quattro libri di Elegie narranti amori contrastati e impossibili.
Ovidio scrisse Elegie e libri dedicati alla pratica dell'amore, oltre ad Epopee cosmogoniche.

#### La lirica cinese
Esiste un patrimonio di liriche nella letteratura cinese antica. Abbraccia un periodo vastissimo che inizia con la grande raccolta intitolata Libro delle Odi, i cui componimenti (sono 305) datano dal 1753 a.C. al 600 a.C. La composizione di questo tipo di poesia prosegue, con uno stile che al lettore occidentale può apparire immodificato per secoli, fino al XIII secolo. Il Libro delle Odi (Shi Jing 诗经) è uno dei "cinque classici", dei quali fa parte anche il notissimo "Classico delle Mutazioni" (Yi Jing 易经 ), sopravvissuti all'oblio e alle distruzioni ideologiche ad opera del primo imperatore Qin, Qin Shi Huangdi. L'inserimento di questo e altri libri nel canone della grande letteratura cinese antica avvenne durante la Dinastia Han (206 a.C. - 221 d.C.). Secondo gli intellettuali han, le poesie, o almeno la loro scelta nel patrimonio preesistente, sono di Confucio stesso. È in generale impegnativa la traduzione della metrica cinese in lingue flessive come l'Italiano e le altre lingue indoeuropee, oltre che per la scarsa conoscenza della lingua originaria in Europa, anche e soprattutto perché il Cinese è una lingua prevalentemente monosillabica.

### Nell'età medievale
La lirica occidentale moderna nasce in Provenza dove, dalla seconda metà dell'XII fino al primo quarto del XIII, fiorisce la poesia dei trovatori, che cantavano la gioia dell'amore in particolare la fin'amor (l'amore perfetto).
I provenzali accompagnano le loro poesie con il liuto ed elaborano particolari metri, come la ballata, il discordo, l'alba, la pastorella, che esaltano la forma musicale del componimento.
Il motivo principale è il corteggiamento della donna innalzata e sublimata in pura "femminilità" che influenzerà tutta la successiva lirica, dal Minnesang tedesco alla poesia della scuola siciliana, fino agli stilnovisti e a Petrarca.

### In età moderna
In età moderna, per il tramite del Medioevo è giunta a noi l'interpretazione del genere letterario impostata dagli autori latini, cioè di poesia che esprime emozioni e sentimenti soggettivi.
La lirica europea del XVIII è influenzata dalla cultura e dal gusto dell'Illuminismo con la sua fede nella ragione ma con grandi concessioni al sentimento, mentre dalla seconda metà del secolo nuovi fermenti si manifestano ponendo al centro dell'arte le attività fantastiche, sentimentali e religiose facendo trionfare le passioni e il culto per il Medioevo.
Al Romanticismo seguono altre correnti letterarie tra le quali annoveriamo il Decadentismo che scopre le sensazioni pure e immediate, l'inconscio sotterraneo alla ragione, il gusto dei misteri dell'uomo e delle cose, il Simbolismo.
Il Surrealismo con il suo libero scorrere del pensiero da un'immagine ad un'altra, tutto proteso verso quella verità che sfugge alla coscienza ma che è insita nelle cose apporta un'altra ventata di innovazione alla lirica europea.

## Elementi costitutivi della poesia lirica e linguaggio poetico
Gli elementi che costituiscono la poesia lirica si possono dividere essenzialmente in tre gruppi
gli aspetti strutturali, che comprendono il verso, la rima, la strofa, il ritmo e lo schema metrico; gli aspetti lessicali e sintattici, che comprendono la scelta delle parole e il loro ordine, e le figure retoriche, come la similitudine, la metafora, l'allitterazione, l'onomatopea, la sinestesia e la metonimia. 
La poesia è caratterizzata da elementi propri: gli aspetti strutturali o metrici. I più importanti sono il verso, la rima, la strofa, il ritmo e lo schema metrico.
Il verso può essere definito la riga della poesia, in quanto non si va a capo occupando tutto lo spazio a disposizione, ma secondo il ritmo. Infatti, la parola deriva dal latino “versum”, che è il participio passato del verbo “vertere” che significa “svoltare”. 
Ciascun verso prende il nome a seconda del numero di sillabe che contiene (“decasillabi” vuol dire “dieci sillabe”, “endecasillabi” vuol dire “undici sillabe”, il verso più utilizzato nella poesia italiana, e così via) e si dividono in due grandi gruppi: parasillabi, contenenti un numero pari di sillabe, e imparisillabi, contenenti invece un numero dispari di sillabe; mentre i primi hanno un ritmo più cadenzato, gli altri ne hanno uno più fluido e ampio. 
la suddivisione del verso in sillabe, è necessario però tenere conto di alcune regole:
- Se l'ultima sillaba è accentata, si conta una sillaba in più.
- Se l'ultima parola è sdrucciola, si conta una sillaba in meno.
- L'ultima sillaba di una parola che termina per vocale si unisce alla sillaba successiva se questa inizia per vocale.

Spesso il poeta, per dare alla sua poesia un determinato ritmo, usa l'artifizio della rima. La rima è un'uguaglianza di suono di fine verso o all'interno del verso stesso, dall'ultima sillaba accentata in poi. Solitamente, alla fine di ogni verso si mettono delle lettere: uguaglianza di lettera significa presenza della rima. A seconda dell'alternanza, essa si divide in: baciata (AABB); alternata (ABAB) es.: “Al Re Travicello/piovuto ai ranocchi/mi levo il cappello/e piego i ginocchi”; incrociata (ABBA) es.: “Fiume che la specchiasti un casolare/co' suoi rossi garofani, qua mura/ d'erme castella e tremula verzura/eccoti giunto al fragoroso mare”; incatenata (ABA BCB CDC) es.: “Nel campo mezzo grigio e mezzo nero/resta un aratro senza buoi, che pare/dimenticato, tra il vapor leggero/E cadenzato dalla gora viene/lo sciabordare delle lavandare/con tonfi spessi e lunghe cantilene”. 
La strofa è un raggruppamento di versi e prende il nome proprio dal numero dei versi che contiene: avremmo così le terzine (tre versi), quartine (quattro versi),…
La lunghezza dei versi, la disposizione degli accenti e la presenza delle rime dà il ritmo alla poesia, che è l'alternanza delle sillabe toniche e atone in un verso. 
La metrica, ovvero lo studio della versificazione, ci consente di conoscere tutti questi aspetti e permette di creare lo schema metrico. 
Per lungo tempo, nella poesia lirica italiana, il sonetto veniva considerato il componimento classico. Furono scritte moltissime poesie, come “Il fiume” di Giovanni Pascoli.
Fiume che là specchiasti un casolare
co' suoi rossi garofani, qua mura
d'erme castella, e tremula verzura;
eccoti giunto al fragoroso mare:
ed ecco i flutti verso te balzare
su dall'interminabile paura,
in larghe file; e nella riva oscura
questa si frange, e quella in alto appare;
tituba e croscia. E là, donde tu lieto,
di sasso in sasso, al piè d'una betulla,
sgorghi sonoro tra le brevi sponde;
a un po' d'auretta scricchiola il canneto,
fruscia il castano, e forse una fanciulla
sogna a quell'ombre, al mormorio dell'onde.
Questa poesia, come tutti i sonetti, ha uno schema metrico fisso: è costituita da due quartine e due terzine, dallo schema delle rime ABBA ABBA CDE CDE, e da versi composti da undici sillabe. 
Dal ‘900 in poi, la poesia moderna, così come tutte le forme d'arte, tende a infrangere tutte le regole e a non seguire il modello classico. Perciò ogni poeta sceglie il proprio ritmo a seconda delle sue esigenze espressive. 
Gli aspetti sintattici nella poesia, così come in tutti gli altri tipi di testo, riguardano la costruzione della frase. Gli aspetti lessicali, invece, riguardano la scelta delle parole nella frase. 
Per quanto riguarda gli aspetti sintattici, nell'Ottocento il poeta tendeva a costruire frasi complesse, in quanto la comunicazione era riservata solo alle persone culturalmente superiori: raramente si utilizzava la costruzione sintattica del linguaggio comune. Nel Novecento, invece, il poeta semplifica il suo linguaggio, ma non per necessità di semplicità, ma perché vengono infrante molte regole della punteggiatura, della sintassi e della collocazione delle parole nella frase. Confronterò ora due poesie di due grandi autori italiani: Leopardi(Recanati) e Ungaretti, vissuti rispettivamente nell'Ottocento e nel Novecento. La poesia di Leopardi si intitola “Canto notturno di un pastore errante dell'Asia” e con questo componimento vuole dire che un pastore che attraversa molte difficoltà alla fine arriva alla morte.
Vecchierel bianco, infermo,
mezzo vestito e scalzo,
con gravissimo fascio in su le spalle,
per montagna e per valle,
per sassi acuti, ed alta rena, e fratte,
al vento, alla tempesta, e quando avampa
l'ora, e quando poi gela,
corre via, corre, anela,
varca torrenti e stagni,
cade, risorge, e più e più s'affretta,
senza posa o ristoro,
lacero, sanguinoso; infin ch'arriva
colà dove la via
e dove il tanto affaticar fu volto:
abisso orrido, immenso,
ov'ei precipitando, il tutto obblia.
La poesia di Ungaretti si intitola “Bosco Cappuccio”, il nome di un bar dove, molto spesso, Ungaretti si recava a bere un caffè. Con la poesia sogna di tornare al bar, stando lontano dalla corrente guerra, e di sedersi sulla poltrona di velluto verde.
Bosco Cappuccio
 Ha un declivio
Di velluto verde
Come una dolce
Poltrona
Appisolarmi là
Solo
In un caffè remoto
Con una luce fievole
Come questa
Di questa luna.
Confrontando le due poesie, ci accorgiamo che, in base agli attributi riferiti al soggetto o ad altri elementi, la poesia di Leopardi ne ha ben undici, mentre quella di Ungaretti solo cinque; i complementi sono dieci nella prima poesia e otto nella seconda; in base al numero di frasi subordinate, mentre nella prima sono cinque, nella seconda troviamo solo due periodi semplici; infine solo nella seconda poesia non troviamo alcun segno di punteggiatura, neanche per indicare la fine della frase.
Nell'Ottocento, i poeti utilizzavano quindi un linguaggio aulico, cioè molto lontano da quello comune. Lo stesso discorso può essere applicato al lessico, la scelta del quale era molto ricercata proprio per distinguersi dal linguaggio comune.
Il linguaggio può essere utilizzato secondo un uso denotativo e connotativi; nel primo caso si utilizza un linguaggio secondo il modello di tutti; nel secondo caso si usa un linguaggio non per dare delle informazioni, ma per suscitare emozioni e far capire a chi legge il significato delle parole, che va oltre a quello comune.
Nel Novecento, i poeti abbandonano il linguaggio aulico dell'Ottocento, ma attribuiscono alle parole dei significati diversi; la differenza tra il significato comune e quello poetico di una parola, infatti, è molto marcata. I poeti praticavano quindi uno scarto semantico; la semantica è la parte della lingua che studia i significati delle parole. Per analizzare una poesia del Novecento, sono molto importanti le aree semantiche, nelle quali si raggruppano delle parole scelte dal poeta; per capire il suo messaggio, è indispensabile capire a quale area semantica appartengano queste parole.
Le figure retoriche sono quegli usi particolari della lingua con i quali si riesce ad attribuire ad una parola un significato che va oltre a quello comune. 
Le figure retoriche si possono dividere in due gruppi: di suono e di significato. Le figure retoriche di suono sono quelle che fanno un effetto attraverso un uso particolare del suono prodotto dalla lingua. Le principali sono: l'assonanza e la consonanza, che sono delle rime imperfette (mani – mali); l'onomatopea, che è una parola che riproduce un suono in parole aventi un significato onomatopeico (miagolare, abbaiare); l'alliterazione, che si ottiene riproducendo più volte lo stesso gruppo di suoni; spesso troviamo l'onomatopea e l'alliterazione insieme (“…un fru fru fra le fratte…”).
Le figure retoriche di significato sono quelle che attribuiscono alle parole significati che vanno oltre al proprio. Le principali sono: la similitudine, che è un confronto tra due parole (Ha i capelli come il grano); la metafora, che è la sostituzione di un termine con un altro che muta il significato alla parola a cui si riferisce (Ha i capelli di grano); la sinestesia, che è l'associazione di due termini di diverso senso (parole calde); la metonimia, che consiste nell'utilizzare il nome della causa per quello dell'effetto (vivere del proprio lavoro).